# Everyday Sexism Project
The Everyday Sexism Project er en hjemmeside, der blev oprettet 16. april 2012 af den britiske feministiske forfatter Laura Bates. Formålet med siden er at dokumentere den hverdagssexisme, som kvinder oplever, ved hjælp af eksempler, som bidragsydere fra hele verden deler ved at poste dem på siden eller tweete dem. I december 2013 var der kommet 50.000 bidrag til siden.

## Historie
Laura Bates tog initiativ til Everyday Sexism Project, fordi hun havde fundet det svært at tale om sexisme. Ofte fik hun at vide, at mænd og kvinder var ligestillede, samt at hvis man ikke kan tage imod en kompliment, eller hvis man ikke kan tage en joke, skal man holde op med at være frigid eller tage tingene med et smil.

## Everyday Sexism Project Danmark
Everyday Sexism Project Danmark (ESPD) er den danske afdeling af projektet, som er en selvstændig forening. Projektleder var journalist Irene Manteufel, og en mindre gruppe frivillige arbejder med diverse opgaver i forbindelse med presse, optrædener, design af materiale, kontakt til politikere med mere.
Projektet er en hjemmeside, hvor man kan skrive anonymt om forskellige typer oplevelser med hverdagssexisme. Det er for eksempel tilråb på gaden, sexchikane i offentlig transport, "traditionel" sexchikane på arbejdspladsen, uønskede berøringer, møder med blottere, forfølgelse, overgreb og voldtægt. Bidragyderne fortæller også om oplevelser med kønsstereotyp pædagogik i børnehaver, fremstillinger i medier med mere.
Alle specifikke navne på arbejdspladser, uddannelsessteder eller lignende bliver nu fjernet inden bidragene bliver offentliggjort, medmindre episoderne er foregået for mere end fem år siden. Dette sker under hensyntagen til, at de pågældende steder ikke har mulighed for at tage til genmæle over for den fremlagte beretning.
Målet med projektet er at skabe en kulturændring, hvor hverdagssexismen stopper. ESPD arbejder på at vise dokumentation for problemet, så offentligheden bliver opmærksom på det, og at fremlægge resultater for relevante ministre, organisationer m.m.
Projektet og problemet fik stor opmærksomhed i marts 2015, da Irene Manteufel viste transportminister Magnus Heunicke en række fortællinger om grov sexchikane i offentlige transportmidler, og ministeren efterfølgende udtrykte stor overraskelse og vrede over dokumentationen. Den vil derfor blive brugt af Transportministeriet i nye tiltag for tryghed i offentlig transport.
Everyday Sexism Project Danmark blev oprettet 8. august 2013 af Dansk Kvindesamfund, herunder næstforkvinde Ulla Tornemand, styrelsesmedlem Sara Ferreira, styrelsesmedlem Helena Gleesborg Hansen i samarbejde med Irene Manteufel. Samarbejdet ophørte i november 2014, hvor Irene Manteufel overtog hjemmesiden. Den lukkede facebookgruppe med det tidligere navn Everyday Sexism Project Danmark drives nu af Dansk Kvindesamfund som selvstændigt projekt med navnet Stop Sexisme (SS).
Den 18. september 2014 modtog ESPD Suzanne Gieses Mindelegat for at have “skabt et totalt kursskifte i den offentlige samtale, når det gælder sexisme”